# Prisma juvenil
Prisma juvenil fue un programa de televisión chileno, emitido por Televisión Nacional de Chile (TVN), emitido sólo entre junio a noviembre de 1985. Era un espacio de corte musical, conducido por cuatro jóvenes cantantes; Alberto Plaza, Soledad Guerrero, Luis Jara y Andrea Labarca.